# Fleskum Herred
Fleskum Herred var et herred i Aalborg Amt, nuværende Region Nordjylland.
I middelalderen hørte det under Himmersyssel, og fra 1660 til Aalborghus Amt
Fleskum Herred ligger med Limfjorden mod nord, Kattegat mod øst, Hellum Herred mod syd, og Hornum Herred mod vest.
Fleskum Herred var frem til 1844 forenet med Hornum Herred under navnet Hornum-Fleskum Herreder, med en herredsfoged med bopæl i Nibe købstad, hvor han tillige var byfoged mv.:39-40
I Fleskum Herred ligger følgende sogne:
- Ansgars Sogn
- Budolfi Sogn
- Budolfi Landsogn Sogn
- Dall Sogn
- Ferslev Sogn
- Gudum Sogn
- Gunderup Sogn
- Hans Egedes Sogn
- Klarup Sogn
- Lillevorde Sogn
- Margrethe Sogn
- Mou Sogn
- Nørre Tranders Sogn
- Nøvling Sogn
- Romdrup Sogn
- Rørdal Kirkedistrikt
- Sankt Markus Sogn
- Sejlflod Sogn
- Skalborg Sogn
- Storvorde Sogn
- Sønder Tranders Sogn
- Vejgaard Sogn
- Volsted Sogn
- Vor Frelsers Sogn
- Ålborg Sogn
- Ålborg Hospital Sogn
- Ålborg Landsogn Sogn